# Rubienne
Die rote Rebsorte Rubienne stammt aus Australien. Rubienne wurde am Commonwealth Scientific and Industrial Research Organisation (kurz CSIRO in Merbein) mit dem Ziel einer qualitativ ansprechenden Rebsorte für ein sehr warmes und trockenes Weinbauklima gezüchtet. Der Name der Sorte spielt auf die Farbe Rubinrot an. Dr. Alan Antcliff kreuzte im Jahr 1972 die Sorten Sumoll und Cabernet Sauvignon. Die spätere Selektion erfolgte durch Peter Clingeleffer (Weinbauer) und George Kerridge (Weinmacher). Anbauversuche fanden in den Gebieten von Coonawarra (South Australia), Avoca (Central Victoria) und Sunraysia (Northern Victoria) statt. Das Weingut Orlando pflanzte die Sorte ab den 1990er Jahren im Versuchsanbau. Seit dem Jahr 2000 ist die Sorte für den gewerblichen Anbau zugelassen. Im Jahr 2016 war insgesamt 1 Hektar mit Rubienne bestockt.
Der tiefrote Wein mit Aromen von Pflaume und Kirsche findet Eingang in Verschnitte.
In Australien entstanden die Neuzüchtungen Cienna, Vermillion, Rubienne und Tyrian auf Basis einer Kreuzung von Sumoll mit Cabernet Sauvignon.

## Ampelographische Sortenmerkmale
Die spätreifende, ertragsstarke Rebe ist aufgrund des mittelfrühen Austriebs gegen späten Frost im Frühjahr empfindlich. Die Blütenbildung erfolgt spät und die Véraison setzt spät ein. Die Rebsorte benötigt ca. 170 Tage zur vollen Reife und erfordert ein sehr warmes Weinbauklima.

## Synonyme
Es sind keine Synonyme bekannt.